# V-Partei³
V-Partei³, conocido oficialmente como V-Partei³ - Partido por el Cambio, los Vegetarianos y Veganos (en alemán: V-Partei³ - Partei für Veränderung, Vegetarier und Veganer) es un partido político alemán fundado en abril de 2016. El principal foco del partido son los derechos de los animales y el ecologismo.
El partido ha participado en varias elecciones estatales, nunca alcanzando la cláusula del 5% necesaria para obtener representación. En las elecciones federales de 2017 obtuvo el 0.1% de los votos. En las elecciones federales de 2021 repitió este porcentaje.
Actualmente cuenta con alrededor de 1500 miembros. Algunos miembros notables del partido son la actriz Barbara Rütting y Axel Ritt, guitarrista de la banda Grave Digger.

## Historia
El partido fue fundado en abril de 2016 como parte de la feria "VeggieWorld" en Munich. El ímpetu para la creación del partido fue el exitoso referéndum realizado ese año en Brandeburgo, donde 104.000 personas se manifestaron en contra de la agricultura industrial. El objetivo de la formación era captar a los vegetarianos y veganos en Alemania que consideraban no contaban con representación parlamentaria.
El presidente federal del partido es Roland Wegner, quien anteriormente había pertenecido al Partido Socialdemócrata de Alemania (SPD).
Rápidamente, el partido pudo ampliar su base de miembros a 1500 en septiembre de 2017, con una participación del 62% de mujeres. Entre ellas, las actrices Barbara Rütting (diputada del Parlamento Regional Bávaro desde 2003 hasta 2009 en representación de Alianza 90/Los Verdes) e Isabella Hübner.